# 周西村
周西村（すさいむら）は、千葉県君津郡（周淮郡）にかつて存在した村である。現在の君津市の北部に位置している。
鉄道駅を擁し、現在の君津市の事実上の母体となった村である。広域地名かつ方角地名であり、君津市の中心部を占めているため、現在も名をとどめているのは君津市立周西中学校などわずかである。

## 沿革
- 1889年（明治22年）4月1日 - 町村制施行により、坂田村、大和田村、人見村、中野村、久保村、台村が合併し、周淮郡周西村が発足。
- 1897年（明治30年）4月1日 - 周淮郡が統合されて君津郡となる。
- 1915年（大正4年）1月15日 - 木更津線（現内房線）木更津駅 - 上総湊駅間の開業にともない周西駅（現君津駅）が開業。
- 1943年（昭和18年）4月1日 - 八重原村と合併して君津町を新設。同日周西村廃止。
- 1944年（昭和19年）3月31日 - 君津町、周南村、貞元村が合併し、改めて君津町を新設。
- 1970年（昭和45年）9月28日 - 君津町、上総町、小糸町、清和村、小櫃村が合併し、改めて君津町を新設。
- 1971年（昭和46年）9月1日 - 君津町が市制施行し、君津市となる。

## 交通

### 鉄道
- 国鉄（現JR東日本）
  - 房総西線：周西駅（本村消滅後の1956年4月10日、君津駅に改称）